# Milford (Comtat de Decatur)
Milford és una població del Comtat de Decatur (Indiana) als Estats Units d'Amèrica. Segons el cens del 2000 tenia 121 habitants.

## Demografia
Segons el cens del 2000, Milford tenia 121 habitants, 48 habitatges, i 37 famílies. La densitat de població era de 519,1 habitants/km².
Dels 48 habitatges en un 29,2% hi vivien nens de menys de 18 anys, en un 60,4% hi vivien parelles casades, en un 8,3% dones solteres, i en un 22,9% no eren unitats familiars. En el 20,8% dels habitatges hi vivien persones soles el 6,3% de les quals corresponia a persones de 65 anys o més que vivien soles. El nombre mitjà de persones vivint en cada habitatge era de 2,52 i el nombre mitjà de persones que vivien en cada família era de 2,89.
Per edats la població es repartia de la següent manera: un 25,6% tenia menys de 18 anys, un 12,4% entre 18 i 24, un 24% entre 25 i 44, un 27,3% de 45 a 60 i un 10,7% 65 anys o més.
L'edat mediana era de 37 anys. Per cada 100 dones de 18 o més anys hi havia 95,7 homes.
La renda mediana per habitatge era de 30.781$ i la renda mediana per família de 31.406$. Els homes tenien una renda mediana de 31.250$ mentre que les dones 19.167$. La renda per capita de la població era de 12.506$. Entorn del 12,2% de les famílies i el 15,9% de la població estaven per davall del llindar de pobresa.

## Localitats properes
El diagrama següent representa les localitats en un radi de 20 km al voltant de Milford.